# گلپیدور

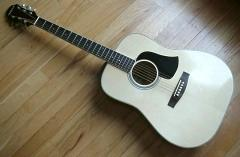
گلپیدور کدر بر روی گیتار آکوستیک

گلپیدور (به اسپانیایی: Golpeador) یک صفحهٔ محافظ است که بر روی صفحهٔ ظریف گیتار نصب می‌شود تا در مقابل ضربات ناخن و شست نوازنده، گیتار را که به آن گلپ گفته می شود، محافظت کند. 
جنس گلپیدور در گذشته از صدف یا پلاستیک کدر بود ولی امروزه از پلاستیک شفاف استفاده می‌شود.

## منبع
- مارتین، خوان (۱۳۷۹)، هنر گیتار فلامنکو، ج. یک، ترجمهٔ فرزاد امیرانی، فرزاد امیرانی، ص. ۱۷